# アインシュタイン＝ポドルスキー＝ローゼンのパラドックス
アインシュタイン＝ポドルスキー＝ローゼンのパラドックス（英: Einstein–Podolsky–Rosen paradox、頭文字をとってEPRパラドックスとも呼ばれる）は、量子力学の量子もつれ状態が局所性を（ある意味で）破るので、相対性理論と両立しないのではないかというパラドックスである。
この名称は、アルベルト・アインシュタイン、ボリス・ポドルスキー、ネイサン・ローゼンが1935年に提示した論文に由来する。
EPRパラドックスが生じるような非局所相関をEPR相関と呼ぶ。
EPRパラドックスが発表された当時は、アインシュタインらは局所実在論の立場を取っていたため、量子論が実在論的に完全でない結果を与えることを「パラドックス」であるとした。
局所実在性を満たす理論について、ベルの不等式が成立することが知られている。ベル不等式の破れの検証（フリードマン, クラウザー：1972年、アスペ：1982年など）により、ベル不等式の破れが実験的に確認されている。
そのため、局所実在論は成立しないと考えられている。

## 概要
元のEPRの論文の思考実験は粒子の位置と運動量の測定を考えるものであったが、
ここではデヴィッド・ボームによる変種（スピンの測定を考える）を用いて説明する。こちらの方がより現実的で、文献にもよく登場する。
最初に、「ある観測を行ったとき、必ずある値が得られるような状態があるとする。その場合、その値に対応する何かが実在 している」ということを仮定する。例えば、運動量の固有状態を測定すると、必ずその固有値を返す。この場合、運動量の固有値が存在しているという考え方である。　
スピン0の素粒子が崩壊して、2個の粒子、例えば電子と陽電子が放出される場合を考える。重心系で見れば、この2つの粒子は互いに異なる方向に飛んでいく。従って、十分時間が経てば、2つの粒子が空間的に十分離れた状態になる。一方の粒子はA地点、他方の粒子はB地点に到達したとしよう（地点と書いているがそれぞれある程度の大きさを持った空間領域）。
この状況でAの粒子のスピン（例えばz方向）を測定したとする。この測定に伴い量子力学では波束の収縮を考えることになる。
元の論文では明確に仮定とは書かれていないが、ある地点で行われた実験が瞬時に遠方の“実在” に影響することはないと考える（ある種の局所性の仮定）。
なお、この議論では波動関数自体を実在と考えようとしているわけではない。
角運動量保存則より、2つの粒子のスピンの向きは互いに反対でなくてはならない（元の角運動量の和が0だったから）。従って、Bの粒子のz方向スピンを測れば必ずAの測定結果と逆の値が得られると予測できる。最初の仮定より、Bの粒子のz方向スピンに対応する何かが実在するはずである。（Aの測定より前の時点でも）
上では z方向スピンを考えたが、x方向でも y方向でも同様の議論ができるので、Bの粒子のあらゆる方向のスピンに対応する何かが実在していることになる。これは、まさに隠れた変数理論を示唆している。つまり、真の理論は決定論的であるが、十分な知見が得られないために確率的な予言しかできないというものである。この立場では、量子力学は統計的記述としての有効性しか持たないことになる。
なお、元々のEPRの論文では、位置と運動量を同時確定する系を作っている。いずれの系も量子もつれ状態である。

## 相対論との関係
上の議論では、局所実在論的な考えに基づき、ある地点での実験が瞬時に（超光速で）遠くの“実在の要素”（EPRが定義した意味の実在の要素 ）に影響することはないと仮定している。実はこの仮定が怪しく、したがって、隠れた変数の存在を示唆しないという反論がなされた。
相対論によると、光速を超える相互作用は因果律を破るため禁じられており、この点で、量子論との矛盾を示唆しているように思われる。このことをさして、パラドックスと称される。

## 実験的検証と現状
ジョン・スチュワート・ベルは、（局所的）隠れた変数理論の下で成り立つであろう不等式（ベルの不等式）を導いた。アラン・アスペは、2個の光子を使った実験で、ベルの不等式が成立しないことを示し、局所的な隠れた変数理論は否定された。したがって現在では、「EPRパラドックス」ではなく「EPR相関」と呼ばれ、実際に起きる相関関係として理解されている。
このような非局所性は量子もつれ状態特有の現象として理解され、量子テレポーテーションや量子暗号などの最先端の技術の理論的な基礎となっている。